# Trachelyopterichthys
Trachelyopterichthys es un género de peces de la familia Auchenipteridae en el orden de los Siluriformes.

## Especies
Las especies de este género son:
- Trachelyopterichthys anduzei Ferraris & Fernández, 1987
- Trachelyopterichthys taeniatus (Kner, 1858)